# مفطوريات
المفطوريات (الاسم العلمي: Mycoplasmatales) هي رتبة من البكتيريا تتبع طائفة الرخصيات.

## التصنيف
- المفطورات
  - المفطورة